# Lásenice
Lásenice är en ort i Tjeckien.   Den ligger i regionen Södra Böhmen, i den centrala delen av landet, 120 km söder om huvudstaden Prag. Lásenice ligger 453 meter över havet och antalet invånare är 502.
Terrängen runt Lásenice är huvudsakligen platt. Lásenice ligger nere i en dal. Runt Lásenice är det glesbefolkat, med 14 invånare per kvadratkilometer. Närmaste större samhälle är Jindřichův Hradec, 8,1 km norr om Lásenice. I omgivningarna runt Lásenice växer i huvudsak blandskog.